# Генри из Брикина
Генри из Брикина (англ. Henry of Brechin; ум. между 1244 и августом 1245) — шотландский барон, незаконнорожденный сын шотландского принца Давида, графа Хантингдона. Владел землями в Брикине и Гариохе. Один из шотландских магнатов, которые в 1244 году поклялись королю Шотландии Александру II соблюдать перемирие, заключённое ранее с Англией.

## Биография
Генри был незаконнорожденным сыном шотландского принца Дэвида, графа Хантингдона, младшего брата королей Шотландии Малькольма IV и Вильгельма I Льва. Неизвестно, кто был его матерью и когда он родился, однако Генри был достаточно взрослым, чтобы засвидетельствовать хартию своего отца, датированную 1201—1207 годами, наряду с другим бастардом принца Давида — Генри из Стерлинга. Братья и позже часто появляются как свидетели в хартиях отца и своего единокровного брата Джона, графа Хантингдона.
В 1204 году Дэвид, граф Хантингдон, вёл переговоры с королём Англии Иоанном Безземельным о том, чтобы женить своего сына Генри на богатой наследнице Матильде де Косс, обещая заплатить (или заплатив) за это 1000 мерков, однако этот матримониальный проект сорвался. Впрочем, в 1205 году для Генриха нашлась другая наследница, на которой он и женился.
Вероятно, именно Генри был тем сыном графа Дэвида, который сопровождал в 1210 году короля Иоанна Безземельного в Ирландию. Его имя часто встречается в английских документах в связи с деятельностью его отца. Кроме того, Генри был одним из свидетелей отцовского завещания.
Неизвестно, когда Генри получил титул барона Брикина. Впервые он упомянут как Генри из Брикина в хартии, данной ранее февраля 1215 года, где он выступает в качестве свидетеля вместе с отцом и двумя братьями. Документально известно, что король Вильгельм I Лев передал манор Брикин своему брату Дэвиду, графу Хантингдону, а тот, вероятно, и передал его своему сыну Генри. Скорее всего это произошло не позже чем в феврале 1215 года. Вероятно, он унаследовал некоторые отцовские владения в Гариохе, поскольку уже после смерти Генри они были во владении его сына. В 1225 и 1227 годах Генри из Брикина посещал королевский суд, проводимый в Форфаре. Кроме того, имя Генри из Брикина вместе с именами его жены Джулианы и сына Уильяма присутствует в хартии, данной между 1227 и 1242 годами основанному его отцом аббатству Линдорс. Согласно этому документу Генри назначил аббатству ежегодную ренту в 20 шиллингов, поскольку он выбрал аббатство в качестве места погребения для себя и для жены.
Также Генри из Брикина засвидетельствовал недатированный устав о дарении аббатству Сент-Эндрюс.
В последний раз Генри упоминается в 1244 году среди магнатов, которые поклялись королю Шотландии Александру II соблюдать перемирие, заключённое с Англией в 1237 году. Вероятно он умер до августа 1245 года, когда в качестве владельца Брихина упоминается уже его сын, Уильям.

## Брак и дети
Жена: с июля 1205 Джулиана де Корнхилл, дочь Ральфа де Корнхилла. Её имя упоминается в хартии о пожертвовании аббатству Линдорс, однако первоисточник, подтверждающий её происхождение, не установлен. Дети:
- Уильям де Брикин (ум. между 1286 и июнем 1291), барон Брикин с 1244/1245[2].